# Projecte de llei 63
El Projecte de llei 63, més formalment conegut com a Loi pour promouvoir la langue française au Québec (o "Llei per a promoure la llengua francesa al Quebec"), va ser una llei lingüística aprovada el 1969 a la província del Quebec, al Canadà.

## Història
Als anys mil-nou-cents seixanta, el govern del Quebec va encarregar un report sobre l'estat de la llengua francesa a la província. El report mostrava que, en algunes zones de la província, els residents que parlaven solament francès tenien dificultats per a trobar feina i desenvolupaven negocis quotidians. Com a resultat, es van començar a planificar la constitució d’un comitè, la Commission Gendron, per a fer recomanacions per promoure l’ús del francès al Quebec. Quan el consell escolar catòlic de Saint Leonard, al Quebec, va insistir que els nens d’immigrants majoritàriament italians havien d’anar a escoles franceses, va esclatar la polèmica i la violència. Com a resposta, el govern de la Unió Nacional de Jean-Jacques Bertrand va aprovar el projecte de llei 63 sense esperar a la Comissió Gendron. La secció 2 del projecte de llei posa a disposició de tots els residents a Quebec l'opció d'una educació en anglès per a tothom que ho desitgi per als nens a càrrec seu. Aquest dret s'ha conegut com a "llibertat de tria".
La llei també va promoure la llengua francesa mitjançant aquestes mesures:
exigència que el ministeri de l'Educació s’asseguri que els estudiants que es graduen a les escoles d’anglès del Quebec tinguin un coneixement pràctic del francès;
posada a disposició dels cursos de francès a tots els estudiants inscrits a les escoles del Quebec; la posada a disposició per part del Ministeri de l'Educació de cursos de francès per a tots els immigrants que entren al Quebec;
ampliació del mandat de l’Office québécois de la langue française.
El projecte de llei 63 no va complir les expectatives de molts ciutadans (entre ells molts nacionalistes del Quebec) que esperaven que el francès esdevingués la llengua pública comuna de tots els residents del Quebec. La principal crítica contra la llei era que mantenia el sistema educatiu existent, en virtut del qual tots els residents del Quebec podien enviar llurs fills a escoles la llengua d'ensenyament del qual fos el francès o l'anglès. L'oposició a la llei va portar a la coalició Mouvement Québec français. El 1974, sota el govern liberal de Robert Bourassa, l'acte fou substituït per la Llei de la llengua oficial.